# Limerick (bier)
Limerick is een Belgisch bier van hoge gisting.
Het bier wordt sinds 2009 gebrouwen in De Proefbrouwerij voor de bierfirma Bas-bieren te Ertvelde. 
Het is een blond bier met een alcoholpercentage van 8% vol.